# 北安省
北安省（ほくあん-しょう）は満洲国にかつて存在した省。現在の黒竜江省北西部に位置する。

## 歴史
1939年（康徳6年）6月1日、満洲国政府は竜江省北部の殖産新興のために浜江省綏化県、望奎県、海倫県、綏棱県、慶城県、鉄驪県及び竜江省明水県、拝泉県、依安県、克山県、克東県、北安県、通北県、徳都県、嫩江県の地域に北安省を設置15県を管轄すると共に省会を北安街に設置した。
1943年（康徳10年）1月1日に嫩江県が黒河省に移管され、同年7月に慶城、鉄驪両県が合併し慶安県が成立し13県の管轄となった。
1945年8月、満洲国の解体に伴い自然消滅したが、北安省地区は新たに設置された嫩江省に移管された。

## 行政区画
満洲国崩壊直前の下部行政区画は下記の通り
- 北安県
- 克山県
- 明水県
- 克東県
- 拝泉県
- 徳都県
- 依安県
- 通北県
- 綏化県
- 望奎県
- 慶安県
- 綏棱県
- 海倫県

## 設置
1939年6月、満洲国政府により北安省が新設される。

## 廃止
1945年8月、満洲国の崩壊と共に自然消滅。

## 歴代省長
特記なき場合『世界諸国の制度・組織・人事 : 1840-2000』による。
- 馮広民：1939年6月1日 - 1939年11月6日
- 寿聿彭：1939年11月6日 - 1941年10月11日
- 李叔平：1941年10月11日 - 1944年12月16日
- 王秉鐸：1944年12月16日 - （終戦）